# Steve Goodrich
Steven Withington Goodrich, detto Steve (Bruxelles, 18 marzo 1976), è un ex cestista statunitense, professionista nella NBA e in Europa.

## Carriera
Goodrich, pivot di carnagione bianca, dopo i quattro anni di università trascorsi a Princeton non viene scelto al draft NBA 1998. Le prime tappe della sua carriera post-universitaria sono in Spagna, prima con le cinque partite giocate in Liga ACB con la casacca del Girona, e successivamente con l'approdo al La Palma, formazione militante nella Liga EBA, quarta serie spagnola. Ritorna poi negli States, dove scende in campo nella lega IBL con i Baltimore Bayrunners.
Nel 2000 vola in Italia con l'ingaggio da parte dell'Olimpia Milano, squadra di Serie A1 in cui mette a referto 9 punti e 3,1 rimbalzi di media a partita. Termina la stagione debuttando in NBA con i Chicago Bulls. Tra il novembre 2001 e il gennaio 2002 viene schierato dai New Jersey Nets in nove occasioni, prima di subire il taglio e passare ai tedeschi del Braunschweig. Nella stagione successiva è di scena in Turchia con il trasferimento, da dicembre fino al termine del campionato, al Darüşşafaka. La sua ultima esperienza da professionista è B.K. Kiev, in Ucraina.

## Statistiche

### College
| Anno      | Squadra          | PG  | PT | MP   | TC%  | 3P%  | TL%  | RP  | AP  | PRP | SP  | PP   |
| --------- | ---------------- | --- | -- | ---- | ---- | ---- | ---- | --- | --- | --- | --- | ---- |
| 1994-1995 | Princeton Tigers | 26  | 26 | 19,9 | 51,1 | 25,0 | 70,9 | 3,1 | 1,3 | 0,8 | 0,8 | 7,1  |
| 1995-1996 | Princeton Tigers | 29  | -  | 28,3 | 60,8 | 41,0 | 72,4 | 3,8 | 1,8 | 0,3 | 0,7 | 11,6 |
| 1996-1997 | Princeton Tigers | 28  | 28 | 26,0 | 61,6 | 32,5 | 70,4 | 3,2 | 1,7 | 0,6 | 0,7 | 10,6 |
| 1997-1998 | Princeton Tigers | 29  | -  | -    | 59,4 | 42,5 | 64,6 | 4,4 | 3,4 | 0,9 | 0,9 | 13,4 |
| Carriera  | Carriera         | 112 | 54 | 24,9 | 58,8 | 38,8 | 69,5 | 3,6 | 2,1 | 0,6 | 0,8 | 10,8 |

### NBA

#### Regular Season
| Anno      | Squadra       | PG | PT | MP   | TC%  | 3P%  | TL%  | RP  | AP  | PRP | SP  | PP  |
| --------- | ------------- | -- | -- | ---- | ---- | ---- | ---- | --- | --- | --- | --- | --- |
| 2000-2001 | Chicago Bulls | 12 | 0  | 11,1 | 38,9 | 33,3 | 57,1 | 1,8 | 0,5 | 0,2 | 0,1 | 1,6 |
| 2002-2002 | N.J. Nets     | 9  | 0  | 5,6  | 20,0 | -    | 50,0 | 0,6 | 0,6 | 0,1 | 0,2 | 0,6 |
| Carriera  | Carriera      | 21 | 0  | 8,7  | 32,1 | 33,3 | 55,6 | 1,2 | 0,5 | 0,1 | 0,1 | 1,1 |